# Amorphophallus calcicolus
Amorphophallus calcicolus — вид квіткових рослин родини ароїдні (Araceae). Описаний у 2021 році.

## Поширення
Ендемік філіппінського острова Бохоль. Росте у карстовому лісі.